# Monaco az 1960. évi nyári olimpiai játékokon
Monaco az olaszországi Rómában megrendezett 1960. évi nyári olimpiai játékok egyik részt vevő nemzete volt. Az országot az olimpián 3 sportágban 11 sportoló képviselte, akik érmet nem szereztek.

## Sportlövészet
Férfi
| Versenyző          | Versenyszám           | Selejtező | Selejtező  | Selejtező  | Döntő   | Döntő    |
| Versenyző          | Versenyszám           | Csoport   | Pont       | Helyezés   | Pont    | Helyezés |
| ------------------ | --------------------- | --------- | ---------- | ---------- | ------- | -------- |
| Pierre Marsan      | Sportpuska, fekvő     | A         | 381        | 25.        | 569     | 48.      |
| Michel Ravarino    | Sportpuska, fekvő     | B         | 367        | 37.        | kiesett | 77.      |
| Francis Boisson    | Sportpuska, összetett | B         | 504        | 35.        | kiesett | 67.      |
| Gilbert Scorsoglio | Sportpuska, összetett | A         | 516        | 30.        | kiesett | =61.     |
| Francis Bonafede   | Trap                  |           | nincs adat | nincs adat | kiesett | kiesett  |
| Marcel Rué         | Trap                  |           | nincs adat | nincs adat | kiesett | kiesett  |

## Vitorlázás
Nyílt
| Versenyző                                          | Versenyszám | Futam | Futam | Futam | Futam | Futam | Futam | Futam | Pontszám | Helyezés |
| Versenyző                                          | Versenyszám | 1     | 2     | 3     | 4     | 5     | 6     | 7     | Pontszám | Helyezés |
| -------------------------------------------------- | ----------- | ----- | ----- | ----- | ----- | ----- | ----- | ----- | -------- | -------- |
| Gérard Battaglia Jean-Pierre Crovetto Jules Soccal | Sárkányhajó | 386   | 190   | (152) | 171   | 152   | 190   | 190   | 1279     | 23.      |

## Vívás
Férfi
| Versenyző      | Versenyszám       | Csoportkör | Csoportkör | Csoportkör        | Csoportkör | Csoportkör        | Csoportkör  | Csoportkör        | Csoportkör | Csoportkör        | Csoportkör | Helyezés    |
| Versenyző      | Versenyszám       | 1. kör | 1. kör     | 2. kör            | 2. kör     | Negyeddöntő       | Negyeddöntő | Elődöntő          | Elődöntő   | Döntő             | Döntő      | Helyezés    |
| Versenyző      | Versenyszám       | Ellenfél Eredmény | Hely.      | Ellenfél Eredmény | Hely.      | Ellenfél Eredmény | Hely.       | Ellenfél Eredmény | Hely.      | Ellenfél Eredmény | Hely.      | Helyezés    |
| -------------- | ----------------- | --- | ---------- | ----------------- | ---------- | ----------------- | ----------- | ----------------- | ---------- | ----------------- | ---------- | ----------- |
| Henri Bini     | Tőr, egyéni       | 6. csoport · Raoul Barouch (TUN) · 5-1 · Bill Hoskyns (GBR) · 0-5 · Fülöp Mihály (HUN) · 0-5 · Joaquín Moya (ESP) · 4-5 · William Fajardo (MEX) · 3-5 · Hans Lagerwall (SWE) · nem vívtak | 6.         | kiesett           | kiesett    | kiesett           | kiesett     | kiesett           | kiesett    | kiesett           | kiesett    | helyezetlen |
| Henri Bini     | Párbajtőr, egyéni | 8. csoport · Arnold Csarnusevics (URS) · 2-5 · José Fernandes (POR) · 1-5 · Georg Neuber (EUA) · 2-5 · Max Dwinger (NED) · 1-5 · Sonosuke Fujimaki (JPN) · 1-5                            | 6.         | kiesett           | kiesett    | kiesett           | kiesett     | kiesett           | kiesett    | kiesett           | kiesett    | helyezetlen |
| Gilbert Orengo | Párbajtőr, egyéni | 7. csoport · Abelardo Menéndez (CUB) · 5-3 · Jaime Duque (COL) · 5-3 · Allan Jay (GBR) · 1-5 · Dieter Fänger (EUA) · 2-5 · Berndt-Otto Rehbinder (SWE) · 0-5 · Ali Annabi (TUN) · 4-5     | 6.         | kiesett           | kiesett    | kiesett           | kiesett     | kiesett           | kiesett    | kiesett           | kiesett    | helyezetlen |
| Gilbert Orengo | Tőr, egyéni       | 4. csoport · Luis García (VEN) · 5-4 · Jesús Díez (ESP) · 5-4 · Janusz Różycki (POL) · 2-5 · Eugene Glazer (USA) · 1-5 · Göran Abrahamsson (SWE) · 2-5 · Kamuti Jenő (HUN) · nem vívtak   | 5.         | kiesett           | kiesett    | kiesett           | kiesett     | kiesett           | kiesett    | kiesett           | kiesett    | helyezetlen |